# Schedestaartvleermuizen
De schedestaartvleermuizen of vrijstaartvleermuizen (Emballonuridae) zijn een familie van vleermuizen uit tropische en subtropische gebieden over de gehele wereld. Er zijn rond de vijftig soorten in dertien geslachten.
Schedestaartvleermuizen komen voor in Afrika, Zuid- en Zuidoost-Azië, Latijns-Amerika, Australië en verscheidene eilanden in de Indische en Grote Oceaan.
Het zijn insecteneters, die 's nachts hun prooi grijpen. Schedestaartvleermuizen kunnen over het algemeen snel vliegen. Ze rusten in holle bomen, gebouwen of grotten. Sommige soorten (voornamelijk de grafvleermuizen (Taphozous)) leven in grote koloniën.
De soorten hebben meestal een donkergrijze of vaalbruine vacht, met uitzondering van de spookvleermuizen (Diclidurus), die voornamelijk wit van kleur zijn. Het zijn over het algemeen kleine vleermuizen, alhoewel sommige soorten juist vrij groot kunnen worden. De soorten verschillen in grootte van 5 tot 105 gram zwaar en van 37 tot 157 centimeter lang.
De korte staart steekt gedeeltelijk uit het staartmembraan. Bij veel soorten zitten er klierzakken in het vleugelmembraan, waarvan de opening op de buitenzijde van het membraan ligt. Bij mannetjes zijn deze zakken groter dan bij vrouwtjes. Alle soorten hebben sterk ruikende geurklieren, die zich meestal bij de keel bevinden.

## Classificatie
Er zijn 55 levende soorten in 14 geslachten.
- Familie Emballonuridae (Schedestaartvleermuizen)
  - Onderfamilie Emballonurinae
    - Tribus Diclidurini
      - Geslacht Balantiopteryx (Kleine zakvleermuizen)
      - Geslacht Centronycteris
      - Geslacht Cormura
      - Geslacht Cyttarops
      - Geslacht Diclidurus (Spookvleermuizen)
      - Geslacht Peropteryx
      - Geslacht Rhynchonycteris (Langneusvleermuis)
      - Geslacht Saccopteryx (Zakvleermuizen)

    - Tribus Emballonurini
      - Geslacht Coleura
      - Geslacht Emballonura (Schedestaartvleermuizen van de Oude Wereld)
      - Geslacht Mosia
      - Geslacht Paremballonura

  - Onderfamilie Taphozoinae
    -       - Geslacht Saccolaimus
      - Geslacht Taphozous (Grafvleermuizen)
      - Geslacht Vespertiliavus†

Vleerhonden · Kitti's varkensneusvleermuis · Klapneusvleermuizen · Reuzenoorvleermuizen · Hoefijzerneuzen · Bladneusvleermuizen van de Oude Wereld · Spleetneusvleermuizen · Schedestaartvleermuizen · Nieuw-Zeelandse vleermuizen · Hechtschijfvleermuizen · Furievleermuizen · Hazenlipvleermuizen · Plooilipvleermuizen · Bladneusvleermuizen van de Nieuwe Wereld · Trechteroorvleermuizen · Zuigschijfvleermuizen · Bulvleermuizen · Miniopteridae · Gladneuzen